# Luo Yang
Luo Yang (chinois : 罗洋 ), née en 1984 à Shenyang, est une photographe chinoise, connue pour ses portraits de femmes.

## Biographie
En 2009, Luo Yang obtient une licence en graphisme à l'Académie des Beaux-Arts de Lu Xun. Son travail est exposé en Chine et en Europe, notamment dans lors de l’exposition FUCK OFF 2 de l'artiste et plasticien chinois Ai Weiwei en 2013. En 2018, elle est citée parmi les 100 femmes de l’année par la BBC.
Luo Yang vit et travaille à Pékin. 

## Carrière artistique
De 2008 à 2017, Luo Yang travaille sur sa série GIRLS, largement saluée et présentée lors d’une tournée d'expositions dans le monde entier,. Pour GIRLS, la photographe immortalise des femmes originaire de Chine et nées dans les années 1980. Elle met alors en évidence des éléments culturels moins connus grâce à sa photographie candide mais sensible, où ses modèles apparaissent à la fois fragiles et sûres d'elles, audacieuses et libres,.
À travers ses œuvres, la photographe se positionne à l’avant-garde d’une contre-culture qui interroge la féminité au cœur de la société chinoise encore marquée par le poids des traditions.
En 2019, pour la série YOUTH, Luo Yang photographie les jeunes Chinoises nées dans les années 90. Ce projet fait l'objet d'expositions à Berlin et à Paris,,.

## Expositions
Parmi une liste non exhaustive :  
- GIRLS, RDX Offsite, Gallery exhibition, Woofpack, Bangkok, 2018[14]
- GIRLS, Migrant Bird Space @H27 Gallery, Berlin, du 29 août au 18 octobre 2019[15]
- GIRLS, Maison Dentsu, Paris, 2019[10]
- Luo Yang: En Tout Genre, A2Z Gallery, Paris, du 4 novembre au 4 décembre 2021 dans le cadre du festival PhotoSaintGermain[16]

## Publications
- Girls, Luo Yang, Editions Bessard, première édition, 2015,  (ISBN 979-1091406284)
- Girls, Luo Yang, Edition Lammerhuber, 160p, 2018,  (ISBN 978-3903101401)